# 1983 en musique
| \| • Retour à la chronologie générale de la musique populaire • \| |
| XXIe siècle • XXe siècle • XIXe siècle • XVIIIe siècle XVIIe siècle • XVIe siècle • XVe siècle • XIVe siècle XIIIe siècle • XIIe siècle • XIe siècle • Xe siècle IXe siècle • VIIIe siècle • Haut Moyen Âge • Rome • Grèce |
| • Retour à la chronologie générale de la musique populaire • |

| • Retour à la chronologie générale de la musique populaire • |

| Années de la musique populaire : 1980 - 1981 - 1982 - 1983 - 1984 - 1985 - 1986    |
| Décennies de la musique populaire : 1950 - 1960 - 1970 - 1980 - 1990 - 2000 - 2010 |

Cet article présente les faits marquants de l'année 1983 en musique.

## Faits marquants

### En France
- 72 millions de singles[1] et environ 72 millions d'albums[2] sont vendus en France en 1983.
- Premier succès d'Indochine (L'aventurier).
- Michel Sardou se produit au Palais des congrès de Paris du 14 janvier au 28 février, et Sylvie Vartan du 10 septembre au 20 novembre.
- Serge Gainsbourg réalise le clip de Morgane de toi pour Renaud.
- Décès de Tino Rossi.

### Dans le monde
- Premiers succès de Madonna (Holiday), Cyndi Lauper (Girls just want to have fun), Bryan Adams (Straight from the heart), R.E.M. (Radio Free Europe), Frankie Goes to Hollywood (Relax) et Paul Young (Wherever I lay my hat).
- 16 mai : Michael Jackson effectue pour la première fois son célèbre moonwalk. Trois mois après, avec Prince, il rejoint James Brown lors d’un concert à Beverly Hills[3].
- Le clip de Frankie Goes to Hollywood, Relax, est censuré par MTV et la BBC.
- 2 décembre : Première diffusion du clip Thriller de Michael Jackson, qui révolutionne le vidéo-clip dans le monde.
- Séparation du groupe de pop/euro-disco suédois ABBA.

## Disques sortis en 1983
- Albums sortis en 1983
- Singles sortis en 1983

## Succès de l'année en France (singles)

### Chansons classées Numéro 1
Cette liste présente, par ordre chronologique, tous les titres s'étant classés à la première place des ventes durant l'année 1983.
- Dorothée : Hou ! La menteuse
- Culture Club : Do You Really Want to Hurt Me
- Rose Laurens : Africa
- Les Forbans : Chante
- Michael Jackson : Billie Jean
- David Bowie : Let's Dance
- Michael Jackson : Beat It
- Eurythmics : Sweet Dreams (Are Made of This)
- The Shorts : Comment ça va
- Irene Cara : Flashdance... What a Feeling

### Chansons francophones
Cette liste présente, par ordre alphabétique, tous les titres francophones s'étant classés parmi les 10 premières places des ventes hebdomadaires durant l'année 1983.
- Bandolero : Paris Latino
- Billy : Au temps des surprise-parties
- Céline Dion : D'amour ou d'amitié
- Chantal Goya : Babar
- Christophe : Succès fou
- Claude Barzotti : Le Rital
- Corinne Hermès : Si la vie est cadeau
- Daniel Guichard : Le Gitan
- Dorothée : Hou ! La menteuse
- Dorothée : Les Schtroumpfs
- Frédéric François : Adios amor
- Hervé Vilard : Méditerranéenne
- Indochine : L’Aventurier
- Jakie Quartz : Mise au point
- Jean-Jacques Goldman : Quand la musique est bonne
- Jean-Jacques Goldman : Comme toi
- Julie Pietri : Et c’est comme si
- Julie Pietri & Herbert Léonard : Amoureux fous
- Julien Clerc : Lili voulait aller danser
- Julien Clerc : Cœur de rocker
- Karen Cheryl : Oh chéri chéri
- La Compagnie créole : C'est bon pour le moral
- Les Forbans : Chante
- Michel Sardou & Sylvie Vartan : La première fois qu’on s’aimera
- Pierre Bachelet : Écris-moi
- Rose Laurens : Africa
- Sheila : Glori Gloria
- The Shorts : Comment ça va
- Véronique et Davina : Gym Tonic

### Chansons non francophones
Cette liste présente, par ordre alphabétique, tous les titres non francophones s'étant classés parmi les 10 premières places des ventes hebdomadaires durant l'année 1983.
- Bonnie Tyler : Total Eclipse of the Heart
- Captain Sensible : Wot!
- Cook da Books : Your Eyes
- Crocodile Harris : Give me the good news
- Culture Club : Do You Really Want to Hurt Me
- Culture Club : Karma Chameleon
- David Bowie : Let’s Dance
- Donna Summer : She Works Hard for the Money
- Elton John : I'm Still Standing
- Eurythmics : Sweet Dreams (Are Made of This)
- Falco : Der Kommissar
- Frida : I know there’s something going on
- Gazebo : I Like Chopin
- Imagination : Music and Lights
- Indeep : Last Night a D.J. Saved My Life
- Irene Cara : Flashdance... What a Feeling
- Kajagoogoo : Too Shy
- Louise Tucker : Midnight Blue
- Michael Jackson : Billie Jean
- Michael Jackson : Beat It
- Michael Jackson : Thriller
- Mike Oldfield : Moonlight Shadow
- Musical Youth : Pass the Dutchie
- Patrick Duffy & Mireille Mathieu : Together We're Strong
- Paul McCartney & Michael Jackson : Say Say Say
- Rod Stewart : Baby Jane
- Rodolfo y su tipica : La colegiala
- Ryan Paris : Dolce vita
- Spandau Ballet : True
- Supertramp : It’s raining again
- Survivor : Eye of the Tiger
- Toto Cutugno : L’italiano
- Yazoo : Don't Go

## Succès de l'année en France (albums)
Cette liste présente, par ordre alphabétique, les albums sortis en 1983 ayant obtenu une certification Platine ou Diamant en France.

### Doubles disques de platine (plus de 600.000 ventes)
- Francis Cabrel : Quelqu'un de l'intérieur
- U2 : War
- ZZ Top : Eliminator

### Disques de platine (plus de 300.000 ventes)
- David Bowie : Let’s Dance
- Genesis : Genesis
- Julio Iglesias : Julio
- La Compagnie créole : Vive le douanier Rousseau
- Madonna : Madonna
- Michel Sardou : Vladimir Ilitch
- Renaud : Morgane de toi
- The Police : Synchronicity
- U2 : Under a Blood Red Sky

## Succès internationaux de l’année
Cette liste présente, par ordre alphabétique, les trente titres et albums ayant eu le plus de succès dans les charts internationaux en 1983,.

### Singles
- Billy Joel : Uptown Girl
- Bonnie Tyler : Total Eclipse of the Heart
- Culture Club : Karma Chameleon
- David Bowie : Let’s dance
- David Bowie : China girl
- Donna Summer : She Works Hard for the Money
- Eddy Grant : Electric Avenue
- Eddy Grant : I don't wanna dance
- Eurythmics : Sweet Dreams (Are Made of This)
- Irene Cara : Flashdance... What a Feeling
- Kajagoogoo : Too Shy
- Kenny Rogers & Dolly Parton : Islands in the Stream
- Lionel Richie : All night long
- Madness : Our House
- Men Without Hats : The Safety Dance
- Michael Jackson : Billie Jean
- Michael Jackson : Beat It
- Michael Sembello : Maniac
- Mike Oldfield : Moonlight Shadow
- Paul McCartney & Michael Jackson : Say Say Say
- Paul Young : Come Back and Stay
- Peter Schilling : Major Tom (Coming Home)
- Phil Collins : You can't hurry love
- Prince : 1999
- Rod Stewart : Baby Jane
- Spandau Ballet : True
- The Police : Every breath you take
- UB40 : Red Red Wine
- Toto : Africa
- Taco : Puttin' on the Ritz

### Albums
- AC/DC : Flick of the Switch
- Billy Joel : An Innocent Man
- Bob Dylan : Infidels
- Bonnie Tyler : Faster Than the Speed of Night
- Christopher Cross : Another Page
- Culture Club : Colour by Numbers
- David Bowie : Let’s Dance
- Def Leppard : Pyromania
- Elton John : Too Low for Zero
- Eurythmics : Sweet dreams
- Flashdance
- Genesis : Genesis
- Iron Maiden : Piece of Mind
- John Lennon : The John Lennon Collection
- Lionel Richie : Can't slow down
- Men At Work : Cargo
- Mike Oldfield : Crises
- Paul McCartney : Pipes of Peace
- Paul Young : No Parlez
- Pink Floyd : The final cut
- R.E.M. : Murmur
- Talking Heads : Speaking in tongues
- The Police : Synchronicity
- The Rolling Stones : Undercover
- U2 : War
- U2 : Under a Blood Red Sky
- UB40 : Labour of Love
- Wham! : Fantastic
- Yes : 90125
- ZZ Top : Eliminator

## Récompenses
- États-Unis : 26e cérémonie des Grammy Awards
- États-Unis : American Music Awards 1983 (en)
- Europe : Concours Eurovision de la chanson 1983
- Québec : 5e gala des prix Félix

## Formations et séparations de groupes
- Groupe de musique formé en 1983
- Groupe de musique séparé en 1983

## Naissances
- 17 janvier : Yelle, chanteuse française
- 18 janvier : Samantha Mumba, chanteuse irlandaise
- 31 janvier : Keen'V, chanteur français
- 10 mars : Carrie Underwood, chanteuse américaine
- 14 mars : Taylor Hanson, chanteur américain membre de Hanson
- 2 mai : Rose Falcon, chanteuse et compositrice américaine
- 11 mai : Holly Valance, chanteuse australienne
- 13 mai : Gregory Lemarchal, chanteur français
- 14 mai : Jean-Baptiste Guégan, chanteur français.
- 30 juin : Cheryl Cole, chanteuse britannique, membre de Girls Aloud
- 2 juillet : Michelle Branch, chanteuse et guitariste américaine
- 9 juillet : Lucia Micarelli, violoniste et actrice américaine
- 3 août : Christophe Willem, chanteur français
- 18 août : Mika, auteur-compositeur-interprète britannico-libanais
- 14 septembre : Amy Winehouse, auteur-compositrice-interprète britannique
- 21 septembre : Ycare, chanteur français
- 17 octobre : Sona Jobarteh, compositrice-interprète-instrumentiste anglo-gambienne de kora.
- 9 novembre : Jennifer Ayache, chanteuse de Superbus.
- 23 novembre : Emma Daumas (Manuelle Daumas, dite),  auteure-compositrice-interprète française.
- Date précise inconnue :
  - Gaëlle Swann, percussionniste belge.

## Décès
- 4 février : Karen Carpenter, membre de The Carpenters
- 12 février : Eubie Blake, pianiste américain
- 4 avril : Danny Rapp, membre de Danny & the Juniors
- 14 avril : Pete Farndon, membre de The Pretenders
- 30 avril : Muddy Waters, bluesman américain
- 5 mai : Clarence Quick, membre du groupe The Del-Vikings
- 2 juin : Stan Rogers, auteur-compositeur-interprète canadien
- 2 août : James Jamerson, bassiste de la Motown
- 6 août : Klaus Nomi, chanteur allemand
- 8 août : Wild Bill Moore, saxophoniste de jazz et de rhythm and blues américain
- 5 juillet : Harry James, trompettiste et chef d'orchestre américain
- 26 septembre : Tino Rossi, chanteur français
- 20 octobre : Merle Travis, guitariste de country
- 28 décembre : Dennis Wilson, batteur des Beach Boys